# Беляни (Малопольське воєводство)
Беляни (пол. Bielany) — село в Польщі, у гміні Кенти Освенцимського повіту Малопольського воєводства.
Населення — 1893 особи (2011).

## Історія
У 1975-1998 роках село належало до Бельського воєводства, підпорядковувалося районній адміністрації в Освенцимі.

## Демографія
Демографічна структура станом на 31 березня 2011 року:
|          | Загалом | Допрацездатний вік | Працездатний вік | Постпрацездатний вік |
| -------- | ------- | ------------------ | ---------------- | -------------------- |
| Чоловіки | 971     | 205                | 646              | 120                  |
| Жінки    | 922     | 162                | 555              | 205                  |
| Разом    | 1893    | 367                | 1201             | 325                  |